# What Lovers Do
"What Lovers Do" é uma canção da banda americana de pop rock Maroon 5, com participação da cantora americana de R&B SZA. Foi lançado em 30 de agosto de 2017 como o primeiro single do sexto álbum de estúdio da banda, Red Pill Blues.
Um videoclipe para a canção, foi lançado no YouTube em 28 de setembro de 2017 e foi dirigido por Joseph Kahn.

## Antecedentes
Depois de uma extensa turnê em apoio ao quinto álbum de estúdio da banda, V (2014), o Maroon 5 começou as sessões de gravação para o seu sexto álbum de estúdio. Em 11 de outubro de 2016, a banda lançou o single de tropical house "Don't Wanna Know", com o rapper americano Kendrick Lamar. Outro single, intitulado "Cold", com o rapper americano Future, foi lançado em 14 de fevereiro de 2017. Em agosto de 2017, vídeos e Snapchats do vocalista Adam Levine revelou que o grupo estava gravando um novo vídeo da música "What Lovers Do" com a cantora SZA. 
Em 26 de agosto de 2017, o nome de "What Lovers Do" e a arte da capa foram revelados no site Genius. A data de lançamento para o single foi revelada três dias antes. Uma exibição de 16 segundos do single foi revelada pela banda em seu site oficial em 27 de agosto de 2017.

## Faixas e formatos
| Download digital |                            |         |  |
| N.º              | Título                     | Duração |  |
| 1.               | "What Lovers Do" (com SZA) | 3:16    |  |

| Download digital – Slushii Remix |                                  |         |  |
| N.º                              | Título                           | Duração |  |
| 1.                               | "What Lovers Do" (Slushii Remix) | 4:14    |  |

| Download digital – A-Trak Remix |                                 |         |  |
| N.º                             | Título                          | Duração |  |
| 1.                              | "What Lovers Do" (A-Trak Remix) | 3:35    |  |